# Букевје (Орле)
Букевје је насељено место у општини Орле, у Туропољу, Хрватска. До нове територијалне организације у Хрватској место је припадало бившој великој општини Велика Горица.

## Становништво
На попису становништва 2011. године, Букевје је имало 425 становника.

## Попис1991.
На попису становништва 1991. године, насељено место Букевје је имало 404 становника, следећег националног састава:
| Попис 1991.‍  | Попис 1991.‍  | Попис 1991.‍ | Попис 1991.‍ | Попис 1991.‍ |
| ------------ | ------------ | ----------- | ----------- | ----------- |
|              |              |             |             |             |
| Хрвати       | Хрвати       |             | 395         | 97,77%      |
| Југословени  | Југословени  |             | 1           | 0,24%       |
| Пољаци       | Пољаци       |             | 1           | 0,24%       |
| Словенци     | Словенци     |             | 1           | 0,24%       |
| Украјинци    | Украјинци    |             | 1           | 0,24%       |
| остали       | остали       |             | 1           | 0,24%       |
| неопредељени | неопредељени |             | 3           | 0,74%       |
| непознато    | непознато    |             | 1           | 0,24%       |
| укупно: 404  |              |             |             |             |